# Національний банк Польщі
Національний банк Польщі — центральний банк Польщі із штаб-квартирою у Варшаві, заснований 1945 року.

## Історія

### Банк Польщі

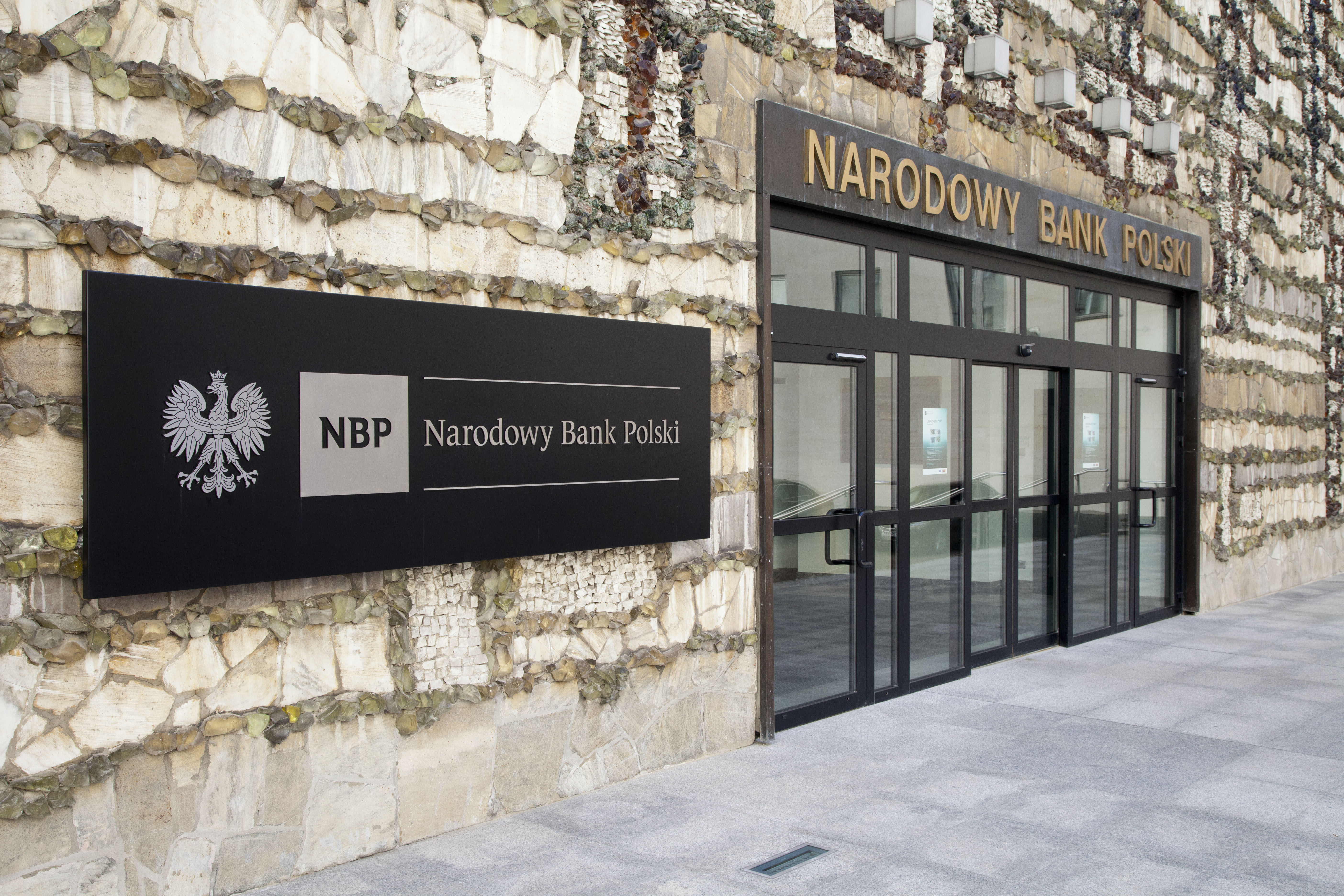
Національний банк Польщі

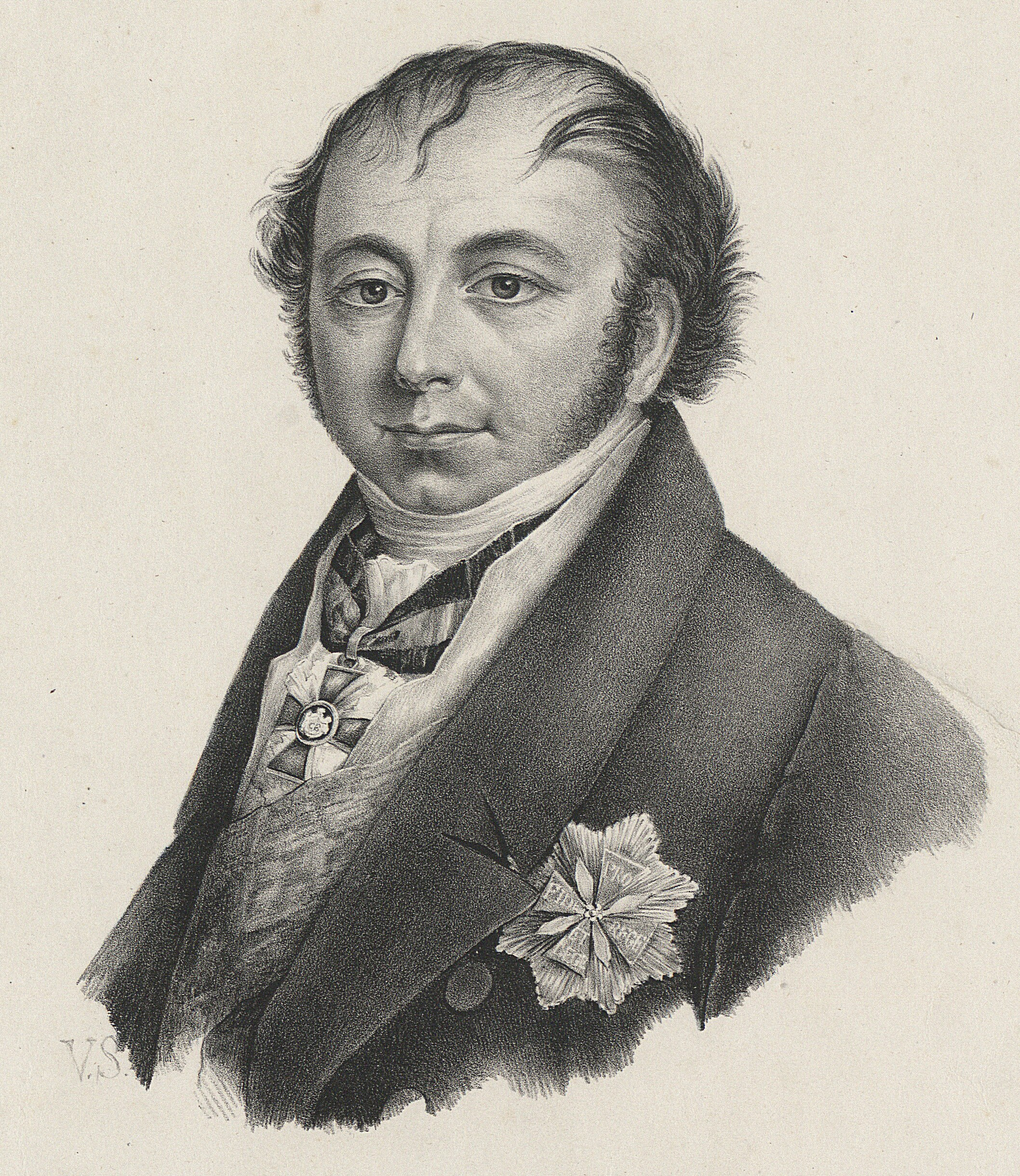
Франциск-Ксаверій Друцький-Любецький, засновник першого Банку Польщі

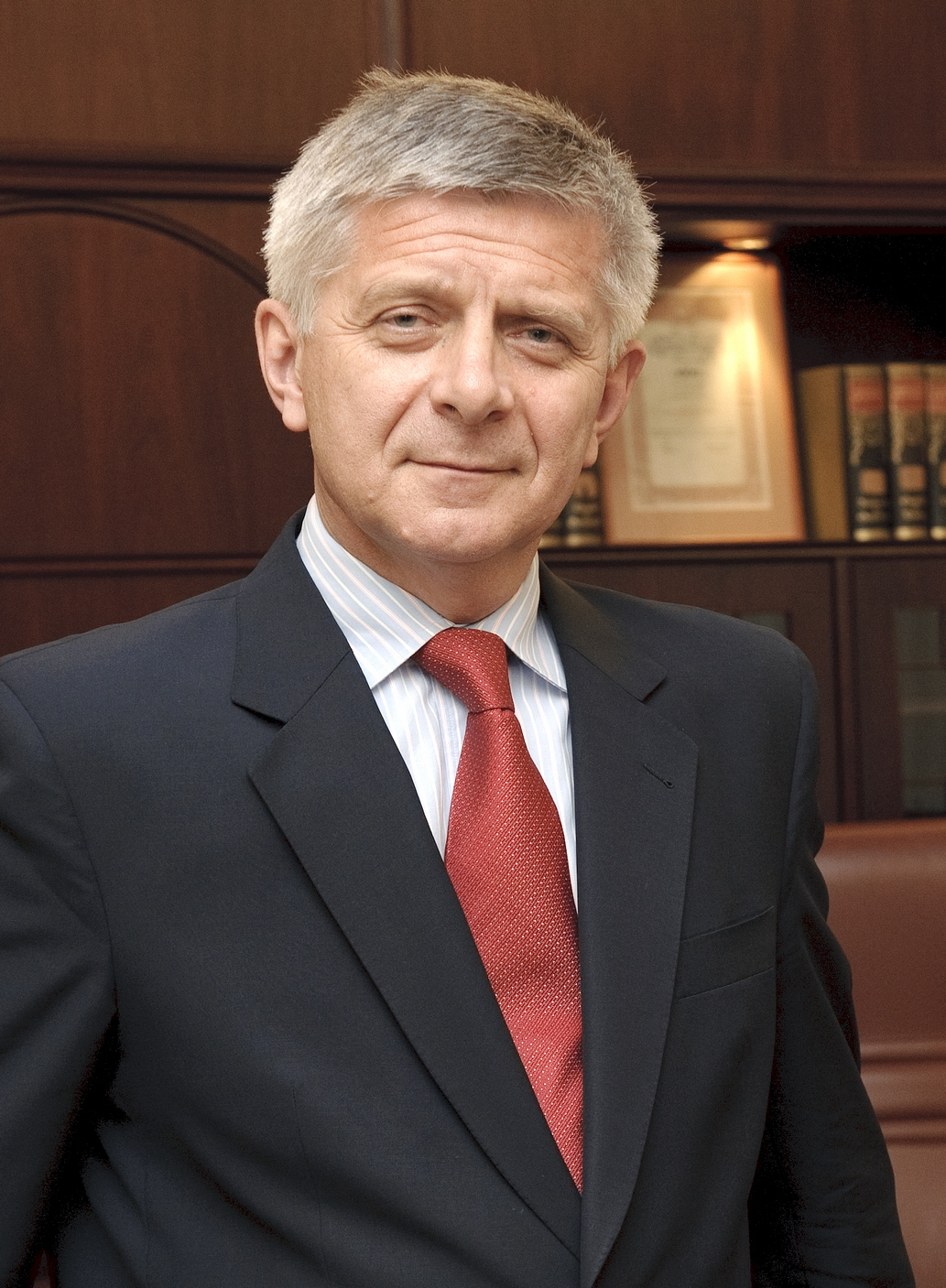
Марек Белька — голова банку

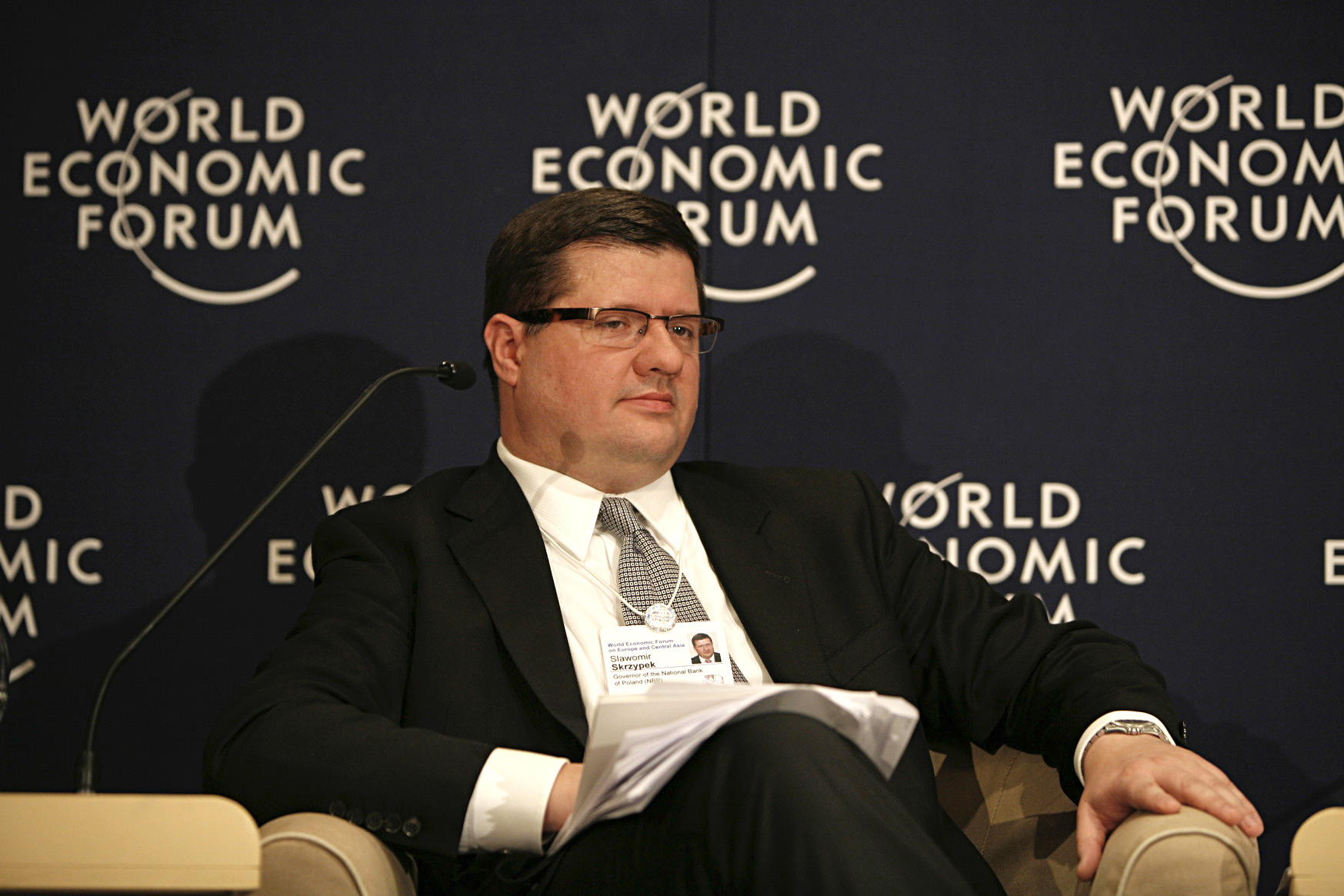
Славомир Скшипек — голова банку у 2007-2010 рр.

Хоч банк існує під своєю нинішньою назвою з 1945 року, він є наступником двох попередніх центральних банків Польщі, які називалися просто Банк Польщі (Bank Polski). Перший був заснований у Варшаві в 1828 році герцогом Франциском-Ксаверієм Друцьким-Любецьким. Він мав право видавати польську валюту, контролювати кредитну ставку, а також працювати з іноземною валютою і викупати кредити, видані іноземними компаніями і банками. 
Протягом свого існування Банку Польщі було дозволено випускати банкноти і монети на суму її акцій (спочатку 30 мільйонів злотих, з 1834 — 42 мільйона, і в 1841 — 53 мільйони). Як юридична особа, банк також фінансував ряд важливих підприємств, у Царстві Польському. Між 1829 і 1837 роками він виділяв більшу частину своїх доходів на будівництво доріг, до 1842 року також був головним спонсором розвитку видобутку вугілля в регіоні Заглемб'є Домбровське і Старопольського промислового району біля міста Скаржисько-Каменна. 
Після повстання 1863—1864 років був підпорядкований безпосередньо Російському Імператорському Міністерству фінансів. У 1870 році був позбавлений права видачі валюти і надання довгострокових кредитів. 1 січня 1886 був офіційно закритий, а до 1894 його активи були включені до Державного банку Росії. 
Тому, під час створення у 1918 році Другої Речі Посполитої, вона не мала власного центрального банку. Згідно з рішенням Державного казначейства від 11 січня 1924, прем'єр-міністр Владислав Грабський створив новий банк Польщі, який став як акціонерне товариство. Його акції коштували 150 мільйонів злотих, розбитих на 1,5 млн акцій. Банк був незалежним від уряду Польщі, хоча в ньому і здійснювалася кредитно-грошова політика уряду. Як основний акціонер, Президент Польщі мав право вибору голови і заступника голови правління банку. 
До 31 грудня 1944 року банк мав монополію на друкування валюти, з золотим запасом 40% або вище. Дивіденди не могли перевищувати 8% від доходу. У випадку більш високих доходів, держава мала право на 50% — 66% з них. До вторгнення радянсько-німецьких військ в Польщу у 1939 році, всі золотовалютні резерви були евакуйовані з Польщі до Парижа, потім Лондона і переправлені у Канаду.
Банк далі почав функціонувати, як Центральний банк польського уряду у вигнанні, і фінансував більшість польських збройних сил. У 1946 році довоєнні запаси золота були повернуті до новоутвореної Комуністичної Польської Народної Республіки, а сам Банк Польщі була закритий, і 1952 року увійшов до новоутвореного Національного банку Польщі. Останній був одним з двох банків, якому дозволили діяти в плановій економіці Польщі.

### Національний банк Польщі
Національний банк Польщі почав свою діяльність у 1945 році. Спочатку функціонував як державний банк, під керівництвом міністра фінансів Польщі. До кінця 1980-х років банк був монополістом у банківській сфері на валюту, кредити і накопичення заощаджень. Після розвалу комуністичної системи у 1989 році, ринкова економіка була відновлена і від банку були відокремлені регіональні комерційні банки, а Національний банк Польщі став займатися тільки питаннями грошово-кредитної політики. Зокрема, 1 січня 1995 провів деномінацію злотих.

## Структура
Структура та функціонування Національного банку Польщі регулюється статтею 227 Конституції Польщі і Законом Національного банку Польщі від 29 серпня 1997 року. Голову Банку призначає Сейм за поданням Президента Польщі на термін 6 років і голова несе відповідальність за організацію та функціонування Національного банку. Крім того, він також є головою Ради грошово-кредитної політики, Правління та Комісії з банківського нагляду і представляє Польщу в міжнародних банківських і фінансових установах.
Одна і та сама особа не може виконувати функції голови більш ніж два терміни поспіль і не може бути членом жодної політичної партії.

## Діяльність
Основною метою Національного банку Польщі є підтримка цінової стабільності в країні, а також сприяння економічної політики уряду, якщо це не заважає основній меті банку. Національний банк Польщі має виключне право на випуск валюти в республіці.
Завданнями банку є: 
- створення валютних резервів в іноземній валюті
- надання банківських послуг
- розвиток банківської системи
- створення платіжного балансу, фінансової і банківської статистики

## Будівлі

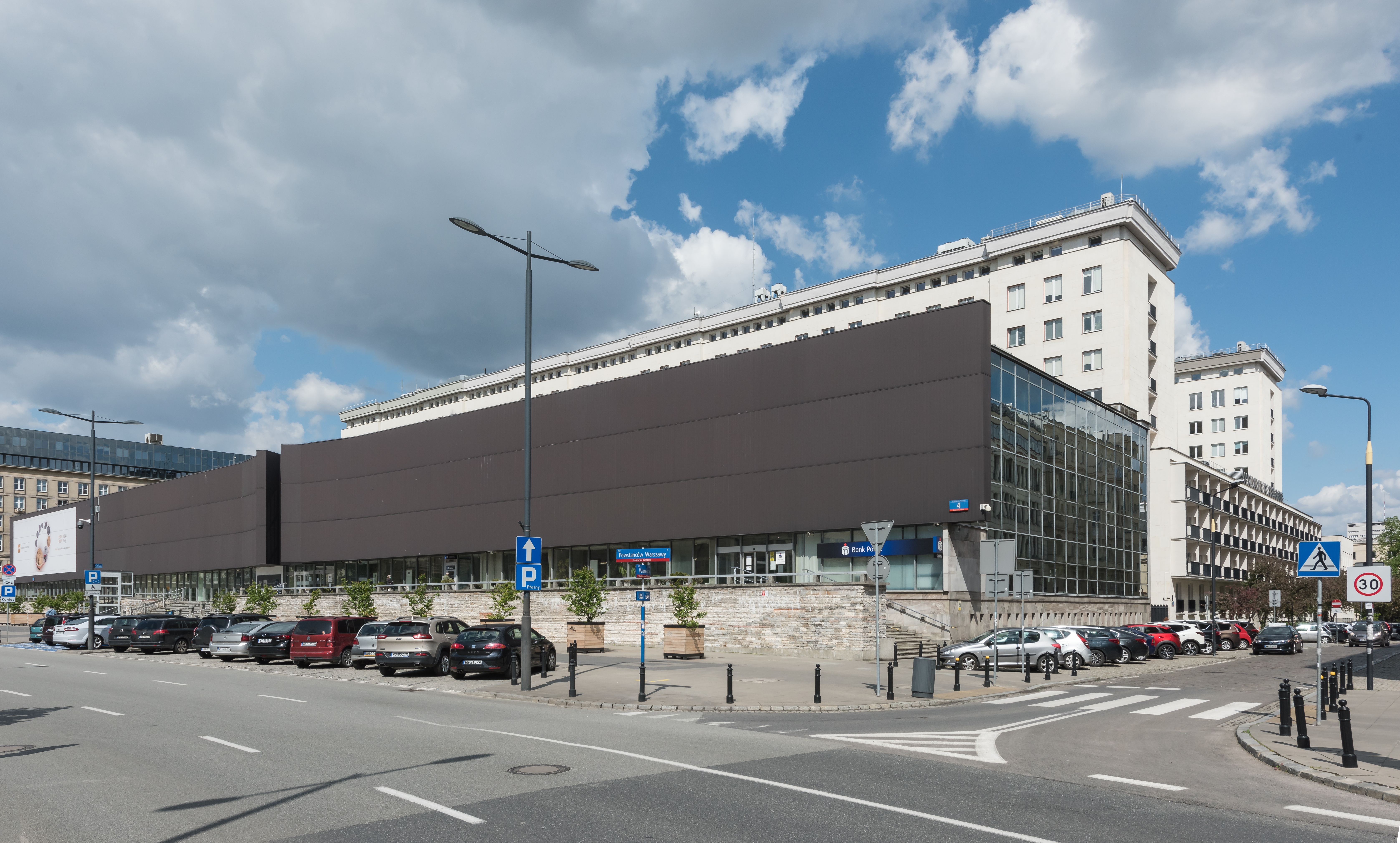
Варшава
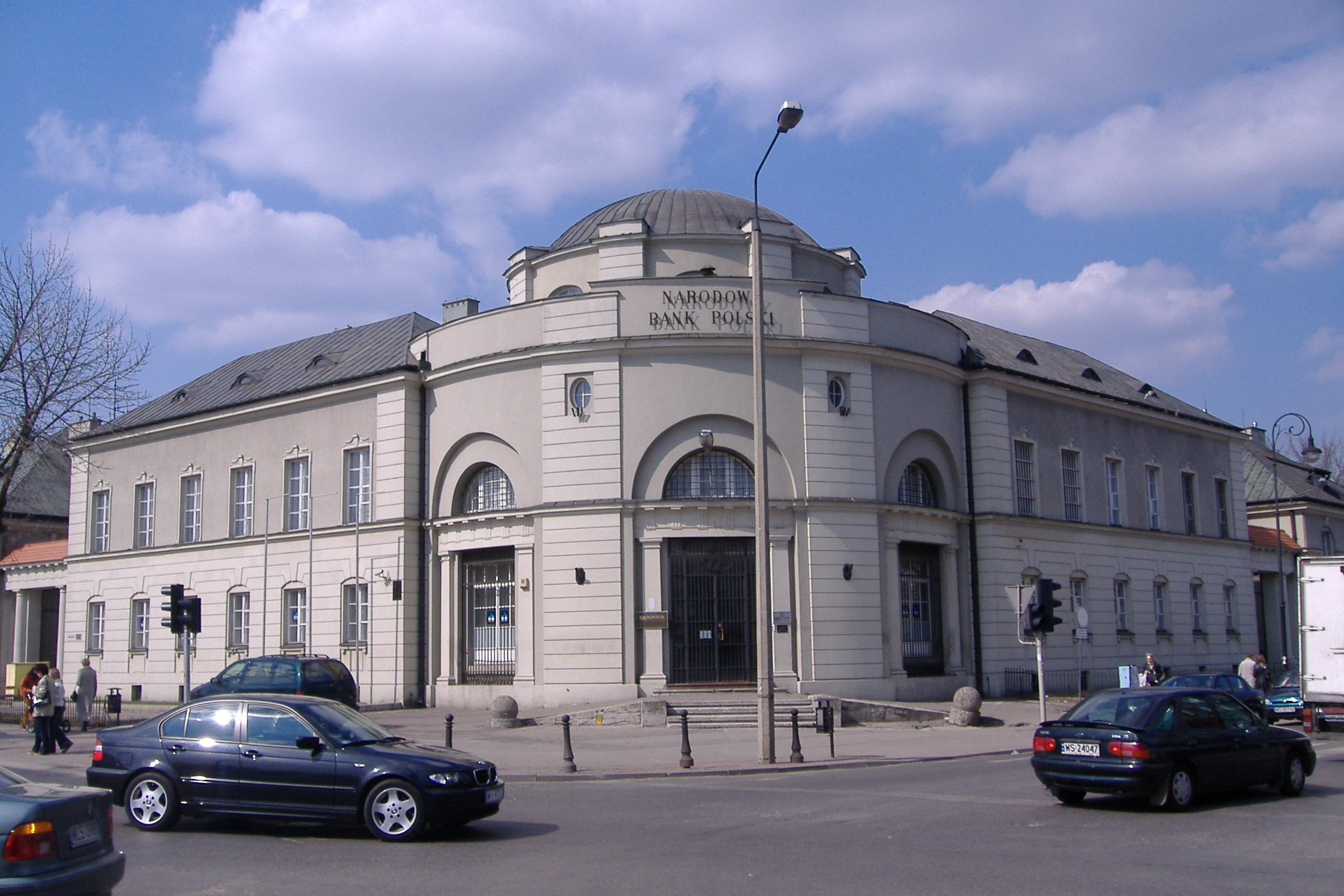
Седльце
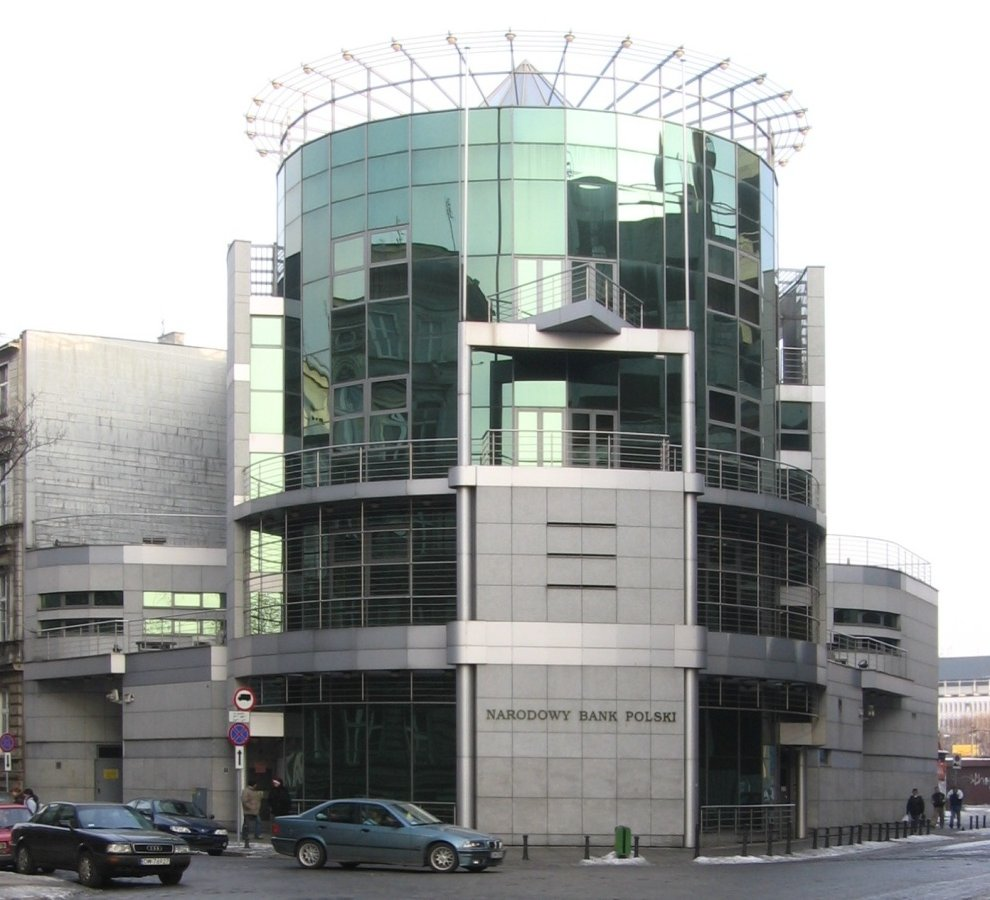
Вроцлав
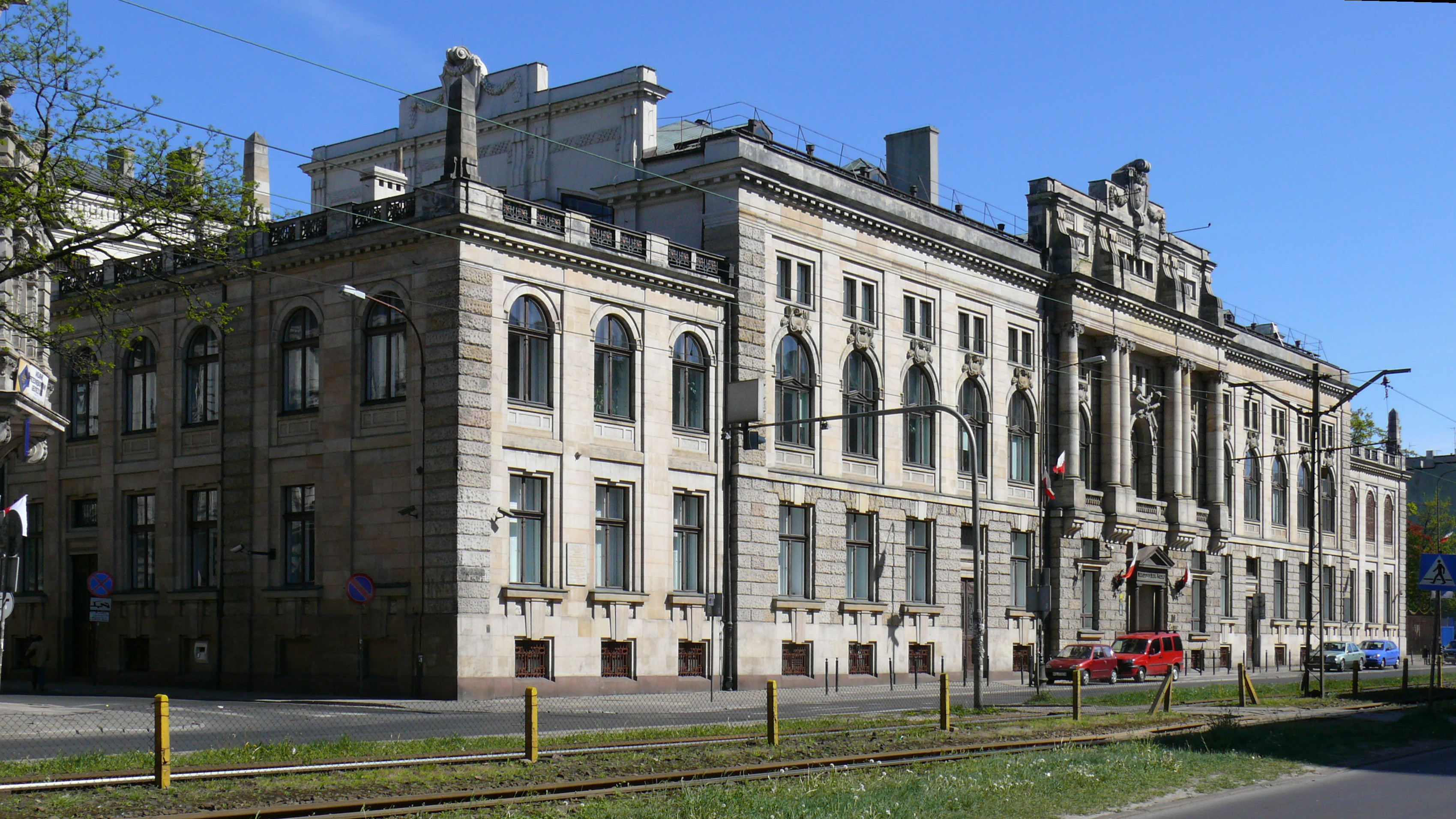
Лодзь